# Coronilla minima
Espèce
Classification phylogénétique
Coronilla minima, la Coronille naine, est une espèce de plantes à fleurs de la famille des fabacées et du genre Coronilla.
C'est une plante herbacée vivace.

## Sous-espèces
- Coronilla minima subsp. minima
- Coronilla minima subsp. lotoides

## Statut de protection
En France, Coronilla minima figure sur la liste des espèces végétales protégées en région Lorraine et en région Basse-Normandie (Article 1).
En Suisse, l'espèce figure sur la liste rouge des plantes.